# Kristina Bangert
Kristina Bangert (* 1972 in Wien) ist eine österreichische Schauspielerin.

## Leben
Kristina Bangert erhielt von 1994 bis 1996 eine Ausbildung an der privaten Schauspielschule Krauss  in Wien. Von 1999 bis 2002 gehörte sie dem Ensemble des Schlosspark Theaters in Berlin an. Dort verkörperte sie unter anderem die Christine in Arthur Schnitzlers Liebelei und die Angélique  in Molières Komödie Der eingebildete Kranke. Im Jahr 2011 war sie im Off Theater in Wien in Schnitzlers Das weite Land als Genia Hofreiter zu sehen.
Kristina Bangert wirkte auch in Film- und Fernsehproduktionen mit. Darunter befand sich 2012 der Spielfilm Die Lebenden von Barbara Albert mit Hanns Schuschnig,  August Zirner und Winfried Glatzeder. Sie trat als Darstellerin in zahlreichen Fernsehserien wie Kommissar Rex, SOKO Kitzbühel, SOKO Donau/Wien und Der Winzerkönig auf. In der Fernsehserie Julia – Eine ungewöhnliche Frau mit Christiane Hörbiger erlangte sie zwischen 1999 und 2002 mit der Figur der Helga Schuster größere Bekanntheit. Von 2013 bis 2019 spielte sie in CopStories die durchgehende Rolle der Chefinspektorin Helga Rauper.

## Filmografie (Auswahl)
- 1999–2002: Julia – Eine ungewöhnliche Frau (Fernsehserie) – 21 Folgen als Helga Schuster
- 2003: Für alle Fälle Stefanie (Fernsehserie) – 2 Folgen als Astrid Krüger
- 2003: SOKO Kitzbühel (Fernsehserie) – Mord à la carte
- 2004: Kommissar Rex (Fernsehserie) – Eine Tote hinter Gittern
- 2004: Der letzte Zeuge (Fernsehserie) – Der Fluch der verlorenen Schätze
- 2006: Der Winzerkönig (Fernsehserie) – Am Scheideweg
- 2007: Der Zauber des Regenbogens (Fernsehfilm)
- 2008: SOKO Kitzbühel  – Schreckliche Wahrheit
- 2008: Die Rosenheim-Cops (Fernsehserie) – Abwärts in den Tod
- 2008: SOKO Donau/SOKO Wien  (Fernsehserie) – Blutiger Ernst
- 2012: Schnell ermittelt – Kurt Swoboda
- 2012: Die Lebenden
- 2012: Die Rosenheim-Cops – Unter Geiern (Fernsehserie)
- 2013–2019: CopStories (Fernsehserie) – durchgehende Rolle als Chefinspektorin Helga Rauper
- 2016: Der Bergdoktor (Fernsehserie) – Der schlimmste Schmerz
- 2016, 2021: SOKO Wien – Ein ganz normaler Tag, Freier Fall
- 2017, 2022: SOKO Kitzbühel – Der Andere, Gestohlene Träume (Fernsehserie)
- 2017: Life Guidance (Kinofilm)
- 2019: Die Toten von Salzburg – Wolf im Schafspelz (Fernsehreihe)
- 2019: Landkrimi – Das letzte Problem (Fernsehreihe)
- 2019: Vienna Blood – Der verlorene Sohn (Fernsehreihe)
- 2020: Walking on Sunshine (Fernsehserie)
- 2020: Tatort: Pumpen (Fernsehreihe)
- 2021: Landkrimi – Steirerrausch (Fernsehreihe)
- 2022: Lena Lorenz – Baby auf Probe (Fernsehreihe)
- 2022: Serviam – Ich will dienen
- 2023: Der Alte (Fernsehserie) – Helden von nebenan
- 2025: SOKO Donau/SOKO Wien (Fernsehserie) – Was wäre wenn...?